# Ba rưỡi chiều thứ tư
Ba rưỡi chiều thứ tư (tiếng Anh: Wednesday 3:30 PM; Hangul: 수요일 오후3시30분; Romaja: Suyoil Ohu Sesi Samsibbun) là một bộ phim truyền hình ngắn của Hàn Quốc với sự góp mặt của các diễn viên trẻ như: Lee Hong-bin, Jin Ki-joo, Ahn Bo-hyun và Cha Jung Won. Đây cũng là bộ phim đầu tiên được phát sóng trên Oksusu – một ứng dụng di động vào ngày 31 tháng 5 năm 2017, sau đó được phát sóng trên SBS Plus vào thứ Tư hàng tuần lúc 15:30 (KST) bắt đầu từ ngày 7 tháng 6 năm 2017.

## Nội dung chính
Bộ phim là câu chuyện xoay quanh một cô gái tên là Sun Eun Woo (Jin Ki-joo) - người bị bạn trai chia tay một cách phũ phàng và cô đang cố gắng giành lại anh ta bằng cách làm mọi việc khiến cho anh phải ghen tị. Eun Woo lôi kéo sự chú ý trên mạng xã hội, tạo một “lovestagram” giả với cậu bạn thời thơ ấu Yoon Jae Won (Lee Hong-bin).

## Dàn diễn viên

### Diễn viên chính
- Lee Hong-bin vai Yoon Jae Won[6]
- Jin Ki-joo vai Sun Eun Woo[7]
- Ahn Bo-hyun vai Baek Seung Kyu[8]
- Cha Jung Won vai Gong Na Yeon

### Diễn viên phụ
- Lim Too-cheol vai Yang Tae Kyung
- Jo Seung-hee vai Choi Sun Ah[9]
- Ha-eun vai Ha Eun
- Yang Jung-yoon vai Ji Yul
- Song Da-eun vai Da Eun
- Baek Bo-ram vai bạn gái mới của Seung Kyu

## Quá trình
Buổi đọc kịch bản đầu tiên diễn ra vào tháng 3 năm 2017.

## Nhạc phim

### OST Part 1
| STT              | Nhan đề                  | Trình bày        | Thời lượng |
| ---------------- | ------------------------ | ---------------- | ---------- |
| 1.               | "I Just Want To"         | Ahn Ye-seul      | 04:21      |
| 2.               | "I Just Want To (Inst.)" |                  | 04:21      |
| Tổng thời lượng: | Tổng thời lượng:         | Tổng thời lượng: | 08:42      |

### OST Part 2
| STT              | Nhan đề                            | Trình bày        | Thời lượng |
| ---------------- | ---------------------------------- | ---------------- | ---------- |
| 1.               | "Spring" (여기 봄)                 | Jin Ki-joo       | 02:33      |
| 2.               | "Spring (Inst.)" (여기 봄 (Inst.)) |                  | 02:33      |
| Tổng thời lượng: | Tổng thời lượng:                   | Tổng thời lượng: | 04:66      |

### OST Part 3&4
| STT              | Nhan đề                               | Trình bày        | Thời lượng |
| ---------------- | ------------------------------------- | ---------------- | ---------- |
| 1.               | "View" (Album Ver.)                   | Juk-jae          | 04:42      |
| 2.               | "Let's Go To the Stars" (별보러 가자) |                  | 04:42      |
| Tổng thời lượng: | Tổng thời lượng:                      | Tổng thời lượng: | 08:84      |